# José Pou de Foxá
José Pou de Foxa (Zaragoza, 28 de febrero de 1876-Barcelona, 24 de febrero de 1947) fue un jurista y sacerdote español. Catedrático de Derecho Canónico en la Universidad de Murcia (1918-1923), y de Derecho Romano en la Universidad de Zaragoza (1923-1946).

## Biografía
Su familia era de origen mallorquín. Hijo de Antonio José Pou Ordinas, catedrático de Derecho Romano de la Universidad de Barcelona, y de Dolores de Foxá de Vidal. 
Tras realizar los correspondientes estudios eclesiásticos en el Seminario Pontificio de Tarragona, se ordenó sacerdote en 1900. Simultaneó los estudios eclesiásticos con los civiles en la facultad de Derecho de la Universidad de Barcelona (1898-1905). En 1907 obtuvo el título de doctor en Derecho en la Universidad Central de Madrid, tras defender su tesis sobre “El matrimonio entre los cristianos ó el matrimonio canónico”. Anteriormente realizó el Doctorado en Sagrada Escritura y en Filosofía y Letras.
Su primer destino eclesiástico le llevó a la diócesis de Solsona, donde fue vicario general, provisor y juez de Causas Pías (1914-1916). En 1915 inició su carrera docente como profesor auxiliar de Derecho Romano en la Universidad de Barcelona. En junio de 1918 tomó posesión de la cátedra de Derecho Canónico en la Universidad de Murcia, trasladándose en 1923 a la Universidad de Zaragoza al conseguir la cátedra de Derecho Romano. En 1939 se le instruyó expediente de depuración por una posible acción contraria al régimen político de entonces. Al año siguiente fue reintegrado como catedrático, permaneciendo en la Universidad zaragozana hasta su jubilación en 1946.
En la Universidad de Zaragoza tuvo como alumno a Josemaría Escrivá, al que recomendó pasado el tiempo, que se trasladase a Madrid, donde podría realizar el doctorado en Derecho.
En 1925 representó a la Universidad de Zaragoza en el L Aniversario del Instituto Católico de París.

## Obras
- El matrimonio canónico: memoria leída... el día 12 de noviembre de 1907, en la Universidad Central, en los ejercicios de doctor en la facultad de Derecho, Barcelona, 1909, Imprenta y Papelería La Industria, de Manuel Tasis, 69 pp.
- Discurso inaugural leído en la solemne apertura del Curso académico de 1922 a 1923 ante el claustro de la Universidad de Murcia, Barcelona, 1922, Librería y Tip. Católica Pontificia, 1922, 61 pp.
- Programa de instituciones de Derecho Romano arreglado por el Dr. D. José Pou de Foxá, catedrático de dicha asignatura en la Facultad de Derecho de la Universidad de Zaragoza, Zaragoza, 1928, Imprenta Editorial Gambón, 52 pp.
- Triduo en honor de la Santísima Virgen del Pilar, Zaragoza, 1929, Imprenta Editorial Gambón, 12 pp.
- Resumen de las explicaciones dadas en la cátedra de Derecho Romano de la Universidad de Barcelona, Zaragoza, 1940, Tip. La Editorial, 3ª edición.[6]